# Deutsches Alphabet

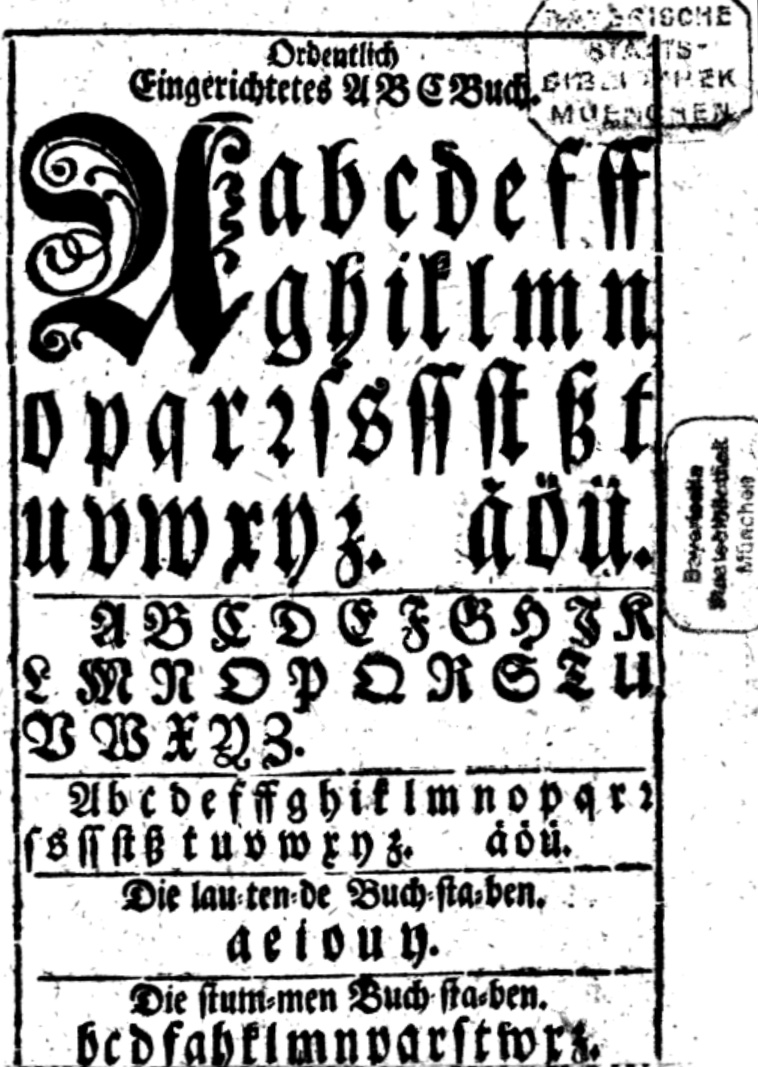
Buchstaben des deutschen Alphabets in Fraktur (mit Varianten und Ligaturen), etwa 1750. J wurde seinerzeit noch nicht als vom I verschiedener Buchstabe angesehen (anders als beispielsweise im englischsprachigen Bereich).

Das deutsche Alphabet ist das Alphabet, das zur Schreibung der deutschen Sprache verwendet wird. Es ist in Deutschland, Österreich, der Schweiz sowie in Liechtenstein und Luxemburg in Gebrauch, darüber hinaus in Ländern mit deutschsprachigen Minderheiten wie Belgien (Eupen und Malmedy), Dänemark (Nordschleswig), Italien (Südtirol), Polen (Oberschlesien) und in Namibia.
Das deutsche Alphabet ist eine Erweiterung des lateinischen Alphabets. Im heutigen standardisierten Gebrauch umfasst es die 26 Grundbuchstaben des lateinischen Alphabets, die drei Umlaute (Ä, Ö, Ü) sowie das Eszett (ß). In der Schweiz und in Liechtenstein wird das ß jedoch heute nicht mehr verwendet (stattdessen wird ss geschrieben). Das große Eszett (ẞ) wurde erst 2017 Bestandteil der amtlichen deutschen Rechtschreibung.
| Großbuchstaben  | A | B | C | D | E | F | G | H | I | J | K | L | M | N | O | P | Q | R | S | T | U | V | W | X | Y | Z |  | Ä | Ö | Ü |  | ẞ |
| Kleinbuchstaben | a | b | c | d | e | f | g | h | i | j | k | l | m | n | o | p | q | r | s | t | u | v | w | x | y | z |  | ä | ö | ü |  | ß |

Die Bezeichnungen der einzelnen Buchstaben haben neutrales Genus (sächliches Geschlecht): „das A“, „das B“ usw.
Sowohl in der Schreibung von Mundarten wie in historischen Dokumenten werden und wurden darüber hinaus zahlreiche Buchstabenvarianten und auch weitere Buchstaben gebraucht. Das Gleiche gilt für die Schreibung von Fremdwörtern, z. B. kommen é und è mit Akzent in französischen Fremdwörtern häufig vor.

## Entwicklung aus dem lateinischen Alphabet

### Herkunft der Umlautbuchstaben

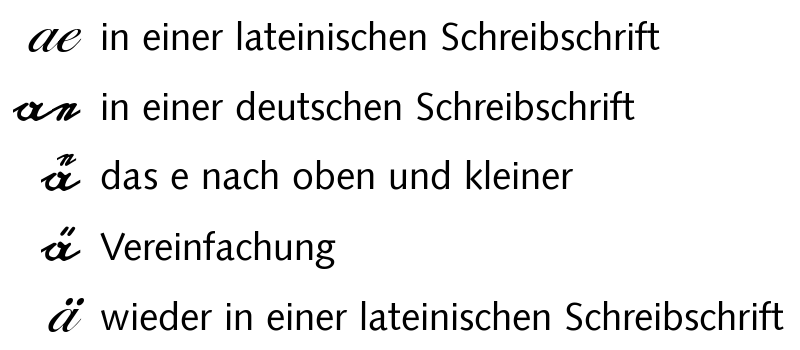
Entstehung der Umlautpunkte am Beispiel des ä

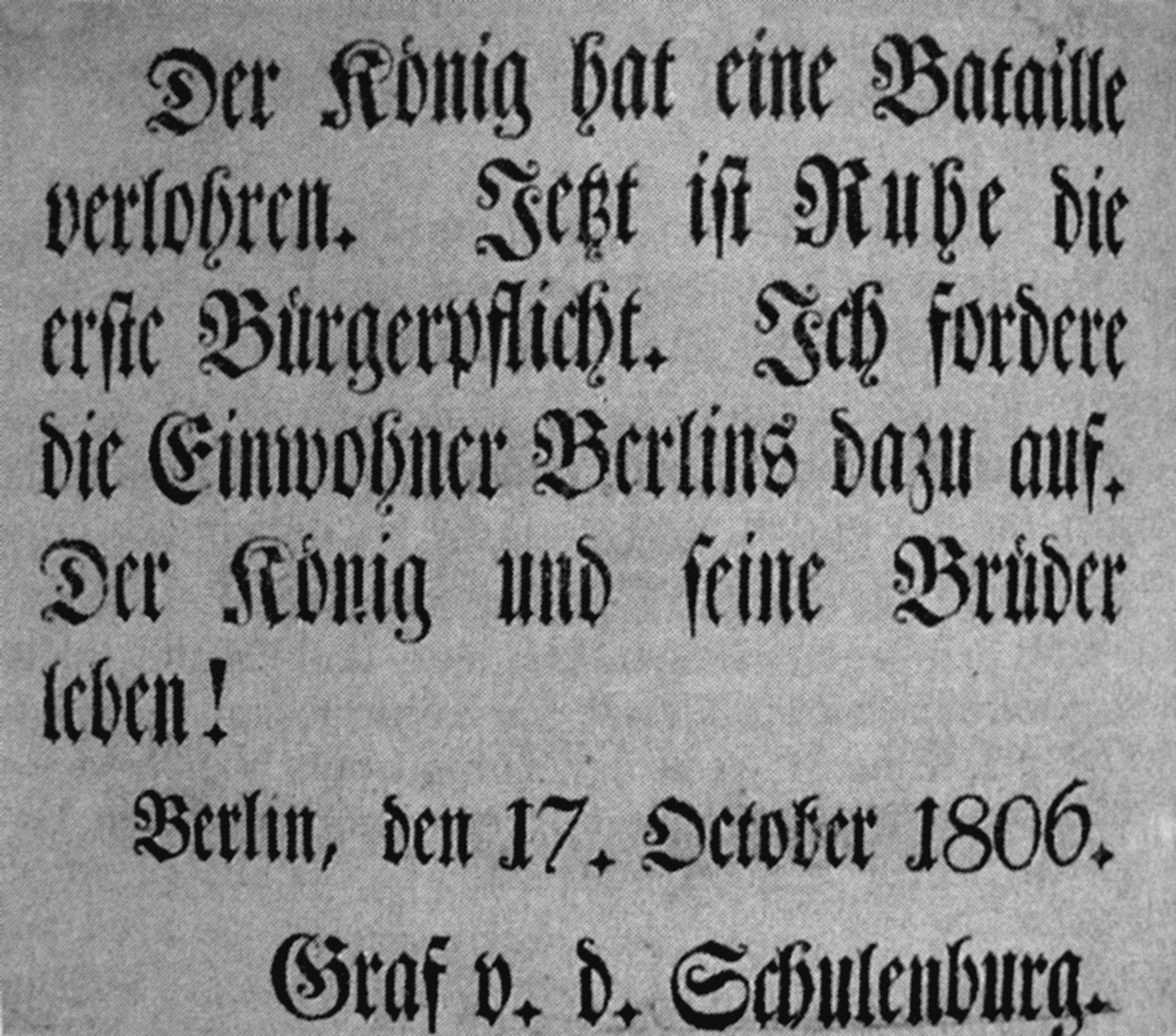
Auf diesem Plakat von 1806 wurde der Umlaut noch mit kleinem e über dem Vokal geschrieben (siehe die Wörter König, Bürgerpflicht, Brüder)

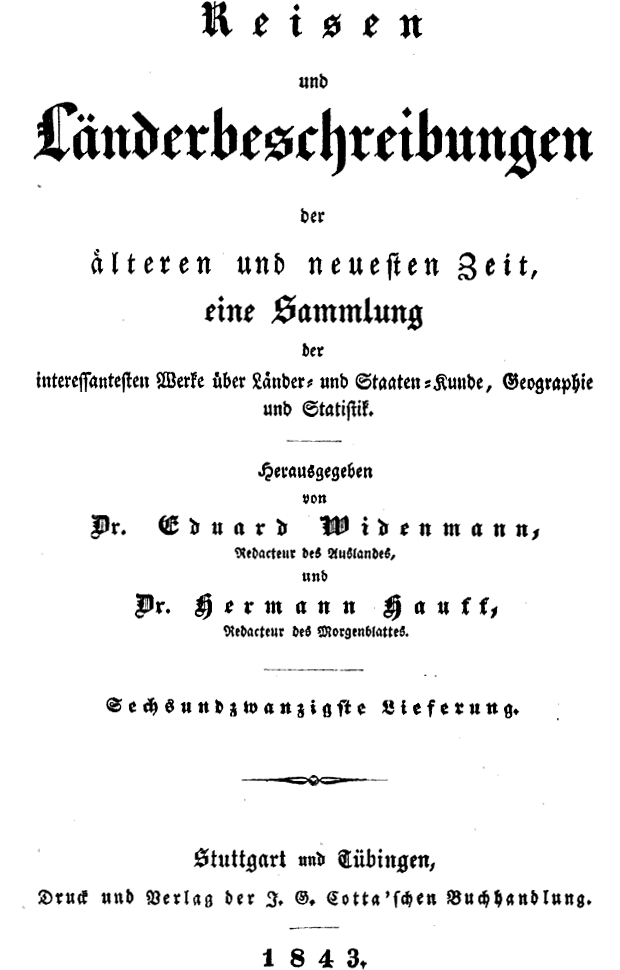
Eine Titelseite aus dem Jahr 1843 mit neuen und alten Umlautformen

Die Umlautbuchstaben (ä, ö und ü) entstanden aus der Kombination des jeweiligen lateinischen Buchstabens (also a, o und u) mit einem den Umlaut anzeigenden e. Sie sind in dieser Form erst seit dem 16. Jahrhundert in allgemeinem Gebrauch. Umlautbuchstaben werden heute auch in zahlreichen anderen Sprachen verwendet.
In althochdeutschen Handschriften sind Umlaute nur dort bezeichnet, wo ein geeigneter Buchstabe zur Verfügung stand, nämlich e für kurzes ä und später iu für langes ü, nachdem der Diphthong zum ü monophthongiert war. Die Buchstaben o und u konnten also in alt- und mittelhochdeutschen Schriften sowohl o und u wie auch ö und ü oder üe bedeuten.
Seit etwa dem 13. Jahrhundert wurde in manchen Handschriften die Ligatur æ für langes oder offen gesprochenes ä verwendet oder ein e oder i zur Unterscheidung über den umgelauteten Buchstaben gesetzt, seltener auch hinter ihn. In der deutschen Kurrentschrift, die etwa seit dem 16. Jahrhundert immer mehr in Gebrauch kam, sieht dieses kleine e wie zwei senkrechte Striche aus, aus denen schließlich die zwei heute häufig verwendeten Punkte wurden. Einige Schriftarten verwenden immer noch die senkrechten Striche für die Umlautbuchstaben.
Die Herkunft der Umlautbuchstaben ist im heutigen Schreibgebrauch noch erkennbar, insbesondere bei Familiennamen wie Baedeker und bei Ortsnamen wie Uerdingen oder Oerlikon. Wenn die Umlautbuchstaben auf einer Tastatur nicht zur Verfügung stehen, wird regelmäßig ae, oe, ue geschrieben. In Kreuzworträtseln wird zumeist AE, OE, UE anstelle von Ä, Ö, Ü geschrieben.

### Herkunft des Eszett
Das Eszett (ß), das auch als scharfes s bekannt ist, ist ursprünglich eine Ligatur aus dem langen ſ (s) und entweder dem runden s oder dem z in den spätmittelalterlichen Bastarden und der neuzeitlichen Frakturschrift. Ab etwa dem Anfang des 19. Jahrhunderts wurde die Antiqua auch in deutschsprachigen Ländern gebräuchlicher. Damals enthielten die meisten Antiqua-Schriften keine Buchstaben für das ß, Drucke aus dem 19. Jahrhundert sind daher oftmals ohne ß gesetzt. Bei der Orthographischen Konferenz von 1901 wurde festgelegt, dass die Schriftgießereien in Zukunft ihre Antiqua-Schriften mit der Letter ß zu liefern hätten und für vorhandene Schriften ein ß nachzuliefern sei. Das lange s (ſ) wurde auch in der Antiqua gelegentlich gesetzt, es findet sich beispielsweise noch im Leipziger Duden von 1951.

### Einführung des großen Eszett
In Versalschrift wird für ß meist SS geschrieben, früher auch SZ. In amtlichen Dokumenten wurde das ß auch innerhalb von Versalschrift verwendet, zum Beispiel beim Familiennamen WEIß, um die Unterscheidung zwischen Weiß und Weiss auch bei Versalschreibung zu ermöglichen. Bereits Anfang des 20. Jahrhunderts wurde die Schaffung eines Großbuchstabens diskutiert, von den Entwürfen hat sich aber keiner durchgesetzt. Das „große ß“ (Versal-Eszett) wurde schließlich am 4. April 2008 in die Version 5.1 des Unicode-Standards als U+1E9E latin capital letter sharp s (ẞ) aufgenommen und am 24. Juni 2008 auch in die Norm ISO/IEC 10646. Die Verwendung des Versal-Eszett ist für die amtliche Schreibung geografischer Namen verbindlich.
Am 29. Juni 2017 hat der Rat für deutsche Rechtschreibung das große ß in das amtliche Regelwerk aufgenommen. Statt STRASSE kann man nun STRAẞE mit großem ß schreiben. Üblich ist nach wie vor die Schreibweise STRASSE. Dies wird auch im amtlichen Regelwerk so dargestellt.

## Benennung der Buchstaben
Ein bloßer Konsonant ist akustisch relativ schwierig von anderen seiner Art zu unterscheiden. Daher weicht die Benennung der Konsonantenbuchstaben von der üblichen Laut-Buchstaben-Zuordnung ab. Im Folgenden wird angegeben, wie die Buchstaben normalerweise benannt werden (Aussprache nach IPA):
- A/a: [aː]
- Ä/ä: [ɛː]
- B/b: [beː]
- C/c: [t͡seː]
- D/d: [deː]
- E/e: [eː]
- F/f: [ɛf]
- G/g: [geː]
- H/h: [haː]
- I/i: [iː]
- J/j: [jɔt], in Österreich auch [jeː]
- K/k: [kaː]
- L/l: [ɛl]
- M/m: [ɛm]
- N/n: [ɛn]
- O/o: [oː]
- Ö/ö: [øː]
- P/p: [peː]
- Q/q: [kuː], in Österreich [kveː] (außer in der Mathematik)
- R/r: [ɛʁ]
- S/s: [ɛs]
- ẞ/ß: regional unterschiedlich, u. a. [ɛs't͡sɛt]
- T/t: [teː]
- U/u: [uː]
- Ü/ü: [yː]
- V/v: [faʊ]
- W/w: [veː]
- X/x: [ɪks]
- Y/y: ['ʏpsilɔn]
- Z/z: [t͡sɛt]

Besonders beim Buchstabieren ist es hilfreich, statt des Buchstabens ein festgelegtes Wort mit dem entsprechenden Anfangsbuchstaben auszusprechen, zum Beispiel „Friedrich“ für F. Siehe dazu Deutschsprachige Buchstabiertafeln.
In der Schrift werden Buchstaben meistens als solche notiert, zum Beispiel: „Vogel schreibt sich mit V, nicht mit F.“ Für einige wenige Buchstaben gibt es darüber hinaus verdeutlichende Schreibweisen, die gelegentlich verwendet werden. Laut Duden sind dies:
- für J/j: Jot
- für Y/y: Ypsilon
- für Z/z: Zet oder Zett
- für ẞ/ß: Eszett oder scharfes S (weitere Namen siehe ß)

## Reihenfolge und Sortierung

### Reihenfolge der Buchstaben

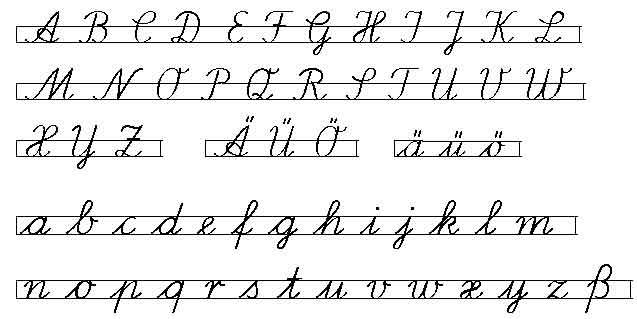
Vorlage zur Lateinischen Ausgangsschrift. Die Umlaute wurden hier separat angeordnet, das ß als letzter Kleinbuchstabe.

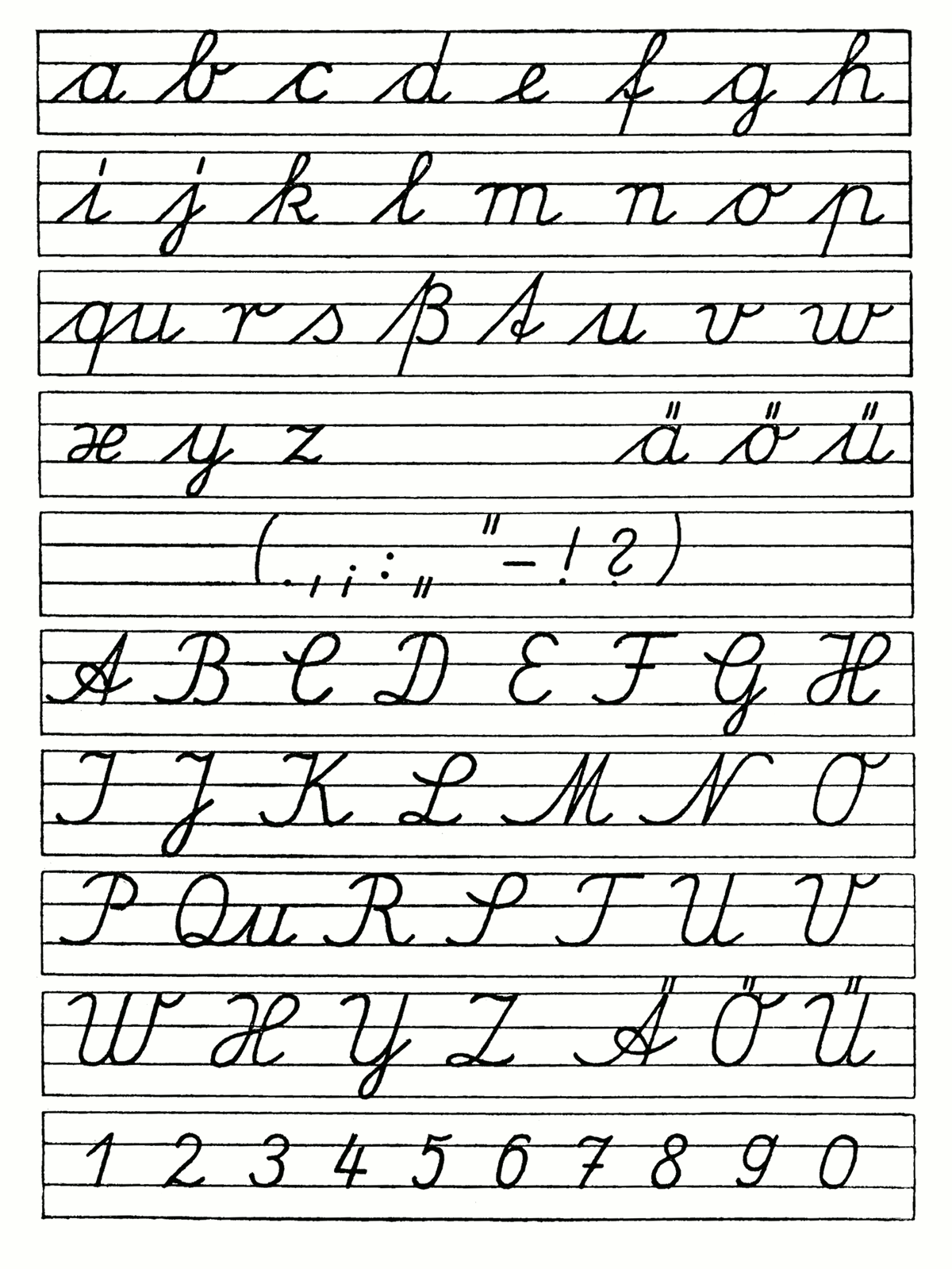
Schreibschrift-Vorlage der DDR (1958): Hier steht das ß nach s.

Die 26 Grundbuchstaben (ohne Umlaute und ẞ) haben folgende Reihenfolge im Alphabet:
1. A/a
2. B/b
3. C/c
4. D/d
5. E/e
6. F/f
7. G/g
8. H/h
9. I/i
10. J/j
11. K/k
12. L/l
13. M/m
14. N/n
15. O/o
16. P/p
17. Q/q
18. R/r
19. S/s
20. T/t
21. U/u
22. V/v
23. W/w
24. X/x
25. Y/y
26. Z/z

Bei einer Auflistung des kompletten Alphabets werden die Umlaute meist am Ende angefügt, das ß entweder nach s oder zusammen mit den Umlauten am Ende der Kleinbuchstaben. Beispielsweise werden im amtlichen Regelwerk zur Rechtschreibreform die Zeichen wie folgt in zwei Zeilen vorgeführt und mit größeren Abständen gruppiert:
a b c d e f g h i j k l m n o p q r s t u v w x y z   ä ö ü   ß
A B C D E F G H I J K L M N O P Q R S T U V W X Y Z   Ä Ö Ü   ẞ
Bei der alphabetischen Sortierung von ganzen Wörtern werden die Umlaute und ẞ anders behandelt (siehe unten).

### Alphabetische Sortierung
Die alphabetische Sortierung von Wörtern oder Namen richtet sich grundsätzlich nach der Reihenfolge der Buchstaben im Alphabet. Bei Umlautbuchstaben und beim Eszett (ß) sowie beim Vorkommen von Ziffern und Sonderzeichen kann es jedoch Abweichungen geben, die vom genauen Anwendungsbereich abhängen. Beispielsweise beschreibt die Norm DIN 5007:1991 zwei Varianten:
- Bei der Wörterbuch-Sortierung (betrifft gewöhnliche Wörter) werden die Umlautbuchstaben Ä, Ö, Ü wie A, O und U behandelt („Alter, älter, Altes“), ß wie ss.
- Die Telefonbuch-Sortierung (betrifft Namen von Personen) behandelt Umlautbuchstaben hingegen wie Ae, Oe und Ue.

In Österreich werden teilweise andere Normen angewendet.

## Selten verwendete Variationen von Buchstaben
Folgende Variationen von Buchstaben werden im Deutschen – wenn auch selten – noch in Eigennamen verwendet:
- ë und ï: Die aktuellen Regeln der Rechtschreibreform von 1996 befassen sich nicht mehr mit dem Trema. Jedoch findet sich das Trema auf einem e oder i – das ë und ï – noch in manchen Eigennamen wie z. B. aë in Aëtius, ië in Piëch, oë in Loë, uë in Niuë, ëu in Alëuten (Inselkette) und Alëuten (Ureinwohner), sowie aï in Aïr.
- ÿ: Als Ligatur ij in Familiennamen, wie z. B. in Meÿer oder Lohmeÿer.

## Häufigkeit der Buchstaben im Deutschen

Monogramm-Häufigkeitsgebirge: die Häufigkeitsverteilung der Zeichen in einem längeren deutschen Text

Der häufigste Buchstabe ist das E, gefolgt vom N. Der seltenste Buchstabe ist das Q. Die Art der Texte (Lyrik, Prosa, Bedienungsanleitungen usw.) hat keinen Einfluss auf die Buchstabenverteilung.
Bei den Buchstabenpaaren (Bigrammen) sind ER und EN am häufigsten vertreten, und zwar hauptsächlich am Wortende. Die häufigsten Dreiergruppen (Trigramme) sind SCH und DER.

## Zahl der Buchstaben im Alphabet
Bei der Frage, wie viele Buchstaben das deutsche Alphabet enthält, ist zunächst die Konvention festzuhalten, dass Groß- und Kleinbuchstaben nicht separat gezählt werden. Zum Beispiel gelten A und a nicht als verschiedene Buchstaben, sondern als zwei Formen desselben Buchstabens. Entsprechend werden auch Buchstabenformen wie das ſ („langes s“) und das ʒ („z mit Unterschlinge“) sowie Ligaturen – die verschmolzene Schreibweise zweier Buchstaben – nicht als zusätzliche Buchstaben gewertet, sondern als besondere Gestaltungsformen von Buchstaben (siehe dazu Glyphe).
Es ist dennoch nicht eindeutig, wie viele verschiedene Buchstaben Bestandteile des deutschen Alphabets sind. Abhängig vom Verständnis des Begriffs „Alphabet“ werden meist 26 oder (seltener) 30 Buchstaben zum Alphabet gerechnet, manchmal auch 27 Buchstaben:
- 26 Buchstaben – ä, ö, ü und ß werden nicht mitgezählt.
- 30 Buchstaben – ä, ö, ü und ß werden mitgezählt.
- 27 Buchstaben – ß wird als Buchstabe mitgezählt, ä, ö, ü nicht.[10]

Im Zusammenhang mit dem Vergleich der zahlreichen lateinischen Alphabete und der Frage, wie viele Buchstaben diese enthalten, ist das Verständnis naheliegend, dass mit dem jeweiligen Alphabet die Gesamtheit der Buchstaben gemeint ist, die zum Schreiben von Wörtern der jeweiligen Sprache gebraucht werden – im Deutschen also nicht nur die 26 Buchstaben von A bis Z, sondern auch die Umlautbuchstaben und das ß. Entsprechende Definitionen finden sich in der Fachliteratur. Daraus ergibt sich die Zählung von 30 Buchstaben im deutschen Alphabet.
Ansonsten wird „Alphabet“ üblicherweise definiert als die Gesamtheit der Buchstaben einer Schrift, die in einer festgelegten Reihenfolge angeordnet sind. Die Reihenfolge der Buchstaben ist im deutschen Alphabet bei den 26 Buchstaben von A bis Z festgelegt, nicht aber bei den Umlautbuchstaben und ß (siehe oben zur Reihenfolge der Buchstaben). Aus diesem Grund wird meist gesagt, das deutsche Alphabet enthalte 26 Buchstaben. Bei dieser Perspektive werden die Umlautbuchstaben und ß zum Beispiel mit der Formulierung berücksichtigt, dass sie „dazukommen“ oder dass es außerdem vier zusätzliche „Sonderbuchstaben“ gebe.
Ein weiteres Motiv für die Zählung von nur 26 Buchstaben im Alphabet kann darin liegen, dass die Umlautbuchstaben und ß nicht im selben Maß als „eigenständige“ Buchstaben bewertet werden wie die 26 Buchstaben von A bis Z. Sie haben sich aus Kombinationen anderer Buchstaben entwickelt (siehe oben zur Herkunft) und lassen sich noch heute durch Buchstabenkombinationen ersetzen (z. B. ae für ä oder ss für ß). Außerdem werden die Umlautbuchstaben ä, ö, ü als die Vokalbuchstaben a, o, u mit diakritischem Zeichen geschrieben und erscheinen insofern als Varianten anderer Buchstaben. Das ß erscheint im Vergleich dazu eigenständiger, weil es sich nicht als Schreibvariante eines anderen Buchstabens interpretieren lässt. Auf diesem Hintergrund ist auch die Ansicht vertretbar, dass das deutsche Alphabet 27 Buchstaben umfasse (a bis z und ß), während ä, ö, ü als die Buchstaben a, o, u mit diakritischem Zeichen anzusehen seien. Im Zusammenhang mit der Einführung des großen ß wurde das ß als der 27. Buchstabe des Alphabets bezeichnet.

## Personennamen mit Sonderzeichen
Personen mit Umlauten und/oder ß im Namen haben häufig Probleme, da viele elektronische Systeme diese Buchstaben nicht verarbeiten können und man auf Umschreibungen (ae, oe, ue, ss) ausweichen muss. Gerade in Personalausweisen und Reisepässen ist der Name dann in zweierlei Weise geschrieben, einmal richtig und in der maschinenlesbaren Zone (MRZ) in Umschrift (z. B. Schröder / SCHROEDER, Weiß / WEISS). In verschiedenen Dokumenten (Kreditkarten, Krankenversicherungskarte, BahnCard) kann derselbe Name unterschiedlich geschrieben sein, was besonders im Ausland für Verwirrung und Verdacht auf Dokumentenfälschung sorgen kann. Österreichische Ausweisdokumente können (müssen aber nicht) eine Erklärung der deutschen Sonderzeichen (auf Deutsch, Englisch und Französisch, z. B. 'ö' entspricht / is equal to / correspond à 'OE') beinhalten.
Schon vor Einführung des großen ẞ wurde empfohlen, ß bei Familiennamen in Dokumenten aus Gründen der Eindeutigkeit auch als Großbuchstaben zu benutzen (z. B. HEINZ GROßE).
Das deutsche Namensrecht erkennt Sonderzeichen im Familiennamen als Grund für eine Namensänderung an (Nr. 38 NamÄndVwV). Auch eine bloße Änderung der Schreibweise, z. B. von Schröder zu Schroeder oder von Weiß zu Weiss, gilt als solche. Am 1. Oktober 1980 stellte das Bundesverwaltungsgericht noch einmal fest, dass die technisch bedingte fehlerhafte Wiedergabe von Sonderzeichen auf elektronischen Systemen ein wichtiger Grund für die Änderung des Familiennamens sein kann (der Kläger wollte die Schreibweise seines Namens von Götz in Goetz ändern, war damit aber zunächst beim Standesamt gescheitert; Aktenzeichen: 7 C 21/78).